# Petits hommes verts
Ne doit pas être confondu avec Homme vert.
Pour l’article homonyme, voir Petits hommes verts (guerre russo-ukrainienne).

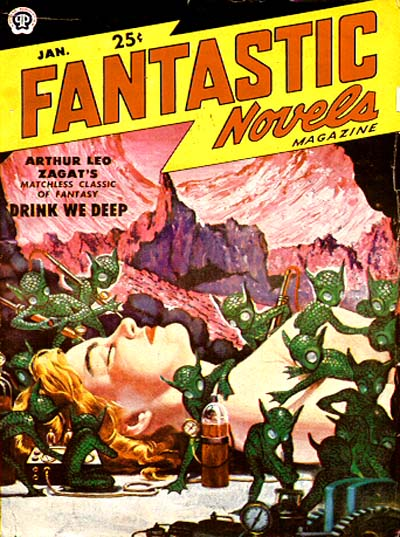
Couverture du magazine Fantastic Novels, janvier 1951.

Les « petits hommes verts » (en anglais LGM, Little Green Men) sont des extraterrestres représentés sous la forme stéréotypée de petites créatures humanoïdes à la peau verte et portant parfois des antennes sur la tête. 
L'expression sert aussi à décrire les gremlins, créatures mythiques connues pour causer des problèmes dans les avions et autres engins mécaniques.

## Histoire
À la suite des nombreuses observations de soucoupes volantes faites dans les années 1950, l'expression « petit homme vert » devint d'un usage fréquent pour désigner des extraterrestres. Dans l'affaire classique de Kelly-Hopkinsville en 1955, où deux paysans du Kentucky déclarèrent avoir rencontré des extraterrestres humanoïdes de couleur métallique faisant à peine 1 m de haut, nombre de journaux, prenant des libertés avec leur récit, parlèrent de « petits hommes verts ».

## Usage parodique

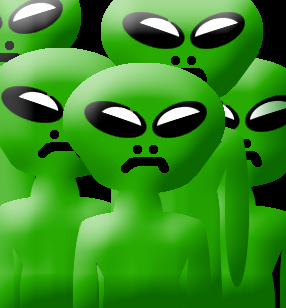
Petits hommes verts.

Les petits hommes verts sont mis en scène de façon parodique dans de nombreuses œuvres de science-fiction, où conformément aux clichés, ces extraterrestres viennent de la planète Mars. En 1954, Martiens, Go Home! de Fredric Brown dépeint l'invasion de la Terre par des martiens rigolards et exaspérants par leur sans-gêne. 
Tim Burton développe ce thème en 1996 dans le film Mars Attacks!
Yoda, dans la saga Star Wars, est un petit homme vert avec de grandes oreilles, de même que Grogu, parfois qualifié de « petit bonhomme vert ».
Le Grand Gazou dans la série Les Pierrafeu répond aussi à cette description.

## Usage propagandiste

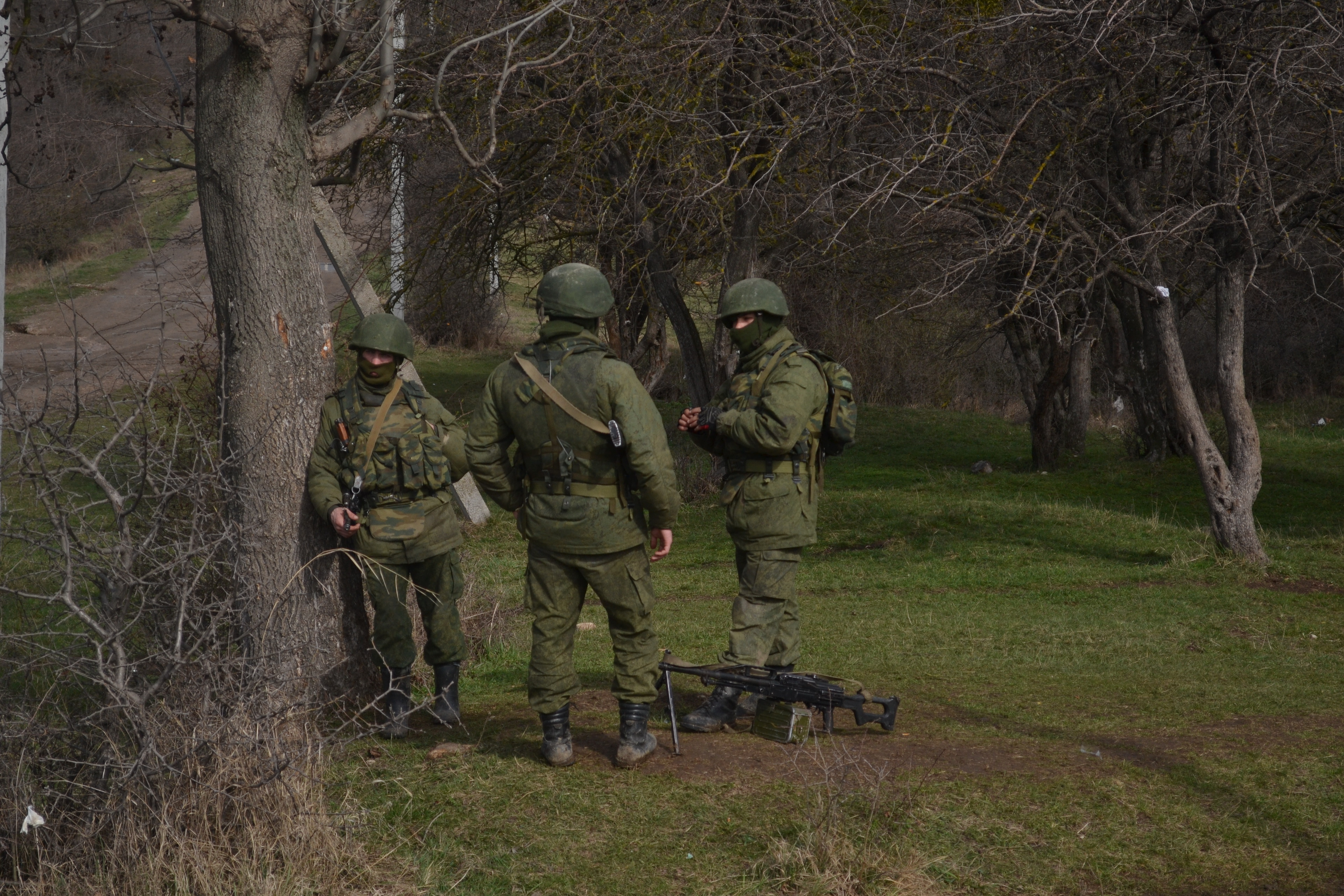
Militaires sans insignes devant la base militaire de Pereval'ne le 3 mars 2014.

Au début de l'occupation de la Crimée par l'armée russe en février 2014, les Ukrainiens surnomment par plaisanterie « petits hommes verts » les militaires sans insignes venus de la fédération de Russie qui encerclent les bases militaires ukrainiennes jusqu'à ce que l'armée ukrainienne évacue le secteur sans combat ; le terme est repris en août 2014 pour désigner les militaires de l'armée régulière russe entrés clandestinement pour renforcer les milices séparatistes pro-russes dans la guerre du Donbass,.